# The Bird and the Bee
The Bird and the Bee (estilizado em letras minúsculas) é uma dupla norte-americana de Los Angeles, composta por Inara George ("o pássaro", bird) e Greg Kurstin ("a abelha", bee). Kurstin é um produtor e multi-instrumentista ganhador de nove prêmios Grammy que trabalhou com artistas como Sia, Adele, Beck, Kendrick Lamar e Foo Fighters. George e Kurstin se conheceram enquanto os dois trabalhavam em um álbum de estreia e decidiram se reunir em um projeto electropop, com influência do jazz. Seu EP de estreia foi lançado em 31 de outubro de 2006, seguido do álbum autointitulado em 23 de janeiro de 2007.

## História

### 2006–10: Formação e estreia
De acordo com sua página no Myspace, Greg e Inara foram apresentados em 2004 pelo amigo em comum Mike Andrews, a quem George recrutou para produzir seu primeiro álbum solo, All Rise. George e Kurstin logo passaram horas juntos no estúdio, onde um interesse comum pela música baseada no jazz ajudou a estabelecer as bases para o Bird and the Bee. Seu primeiro EP, de quatro faixas e intitulado Again and Again and Again and Again, foi lançado em 31 de outubro de 2006 pela Blue Note Records. Ele inclui o single "Fucking Boyfriend", que liderou a parada Billboard Hot Dance Club Play. O álbum de estreia autointitulado foi lançado em 23 de janeiro de 2007 e recebeu críticas positivas; AllMusic descreveu-o como "irresistível", "charmoso e encantador a cada passo".
Em meados de 2007, a banda realizou a abertura de shows da cantora inglesa Lily Allen, além de ter canções incluídas duas vezes na série dramática da ABC Grey's Anatomy: "Again & Again" no episódio de 26 de abril intitulado "Desire" e "Polite Dance Song" apresentada no episódio de 25 de outubro "Haunt You Every Day"; o primeiro também foi incluído no terceiro volume da trilha sonora do programa.
Em 2008, o terceiro EP da dupla, One Too Many Hearts, foi lançado exclusivamente em formato digital em 12 de fevereiro de 2008 para coincidir com o Dia dos Namorados. A coleção de quatro canções apresentava uma versão da canção dos anos 1920 "Tonight You Belong to Me". The Bird and the Bee apareceu repetidamente na televisão e em filmes durante o ano, com "Fucking Boyfriend" executada no filme Forgetting Sarah Marshall, "How Deep Is Your Love" incluída na adaptação cinematográfica de Sex and the City e em reality shows da VH1. Em 8 de julho, uma apresentação em Las Vegas foi lançada como EP, Live from Las Vegas at the Palms, e inclui versões ao vivo de "Again & Again", "Fucking Boyfriend", "Autumn Leaves", "Man" e "Preparedness".
Em 2009, a dupla marcou o lançamento de seu segundo álbum de estúdio, Ray Guns Are Not Just the Future, com duas aparições na televisão, em 26 de janeiro no The Tonight Show da NBC e em 4 de fevereiro no Jimmy Kimmel Live! da ABC. Após seu lançamento em 27 de janeiro, o álbum estreou no topo da parada Top Heatseekers da Billboard com vendas de 5.000 cópias. Para divulgar o trabalho, embarcaram em uma turnê de dez dias pelos EUA que começou em San Diego em 5 de fevereiro de 2009 e terminou no Carnegie Hall, na cidade de Nova York, em 7 de março. Em 14 de março, se apresentaram no Tricot Showroom em Los Angeles. Em 23 de março de 2010, a dupla lançou Interpreting the Masters Volume 1, um álbum de covers de Hall & Oates.

### 2011–presente:Recreational Love
The Bird and the Bee anunciaram em sua página oficial do Facebook em 26 de setembro de 2011 que encerraram o contrato com a Blue Note Records. Em 18 de novembro de 2011, a dupla lançou um single de Natal intitulado "Wishes" através de seu site. Eles contribuíram com "All Our Endless Love" para a trilha sonora do filme de 2014 Endless Love. Esta colaboração com Matt Berninger e foi lançada em 11 de fevereiro. Eles produziram uma nova faixa chamada "Undone" para a música de Sex Tape em julho do mesmo ano.
Em abril de 2015, George anunciou que um novo álbum seria lançado em julho do mesmo ano. O álbum, lançado em 17 de julho, foi intitulado Recreational Love. O single da obra, "Will You Dance?", foi lançado em 5 de maio.
Em setembro de 2017, George e Kurstin participaram da música "Dirty Water" do Foo Fighters, do álbum produzido por Kurstin Concrete and Gold. George contribuiu com os vocais de fundo, enquanto Kurstin tocou o sintetizador. Em 23 de outubro de 2020, eles lançaram um álbum de natal, Put Up The Lights.